# Синюкаєв Віктор Миколайович
Ві́ктор Микола́йович Синюка́єв (рос. Виктор Николаевич Синюкаев;  9 вересня 1941 — 23 травня 2025) — живописець, плакатист. Член Спілки художників Естонії від 1978 року. Увійшов до Об'єднання російських художників Естонії, створеного 2000 року.

## Біографія
Після війни жив у Кам'янці-Подільському. Тут навчався у студії образотворчого мистецтва при палаці піонерів, яку вів Дмитро Брик . Газета «Прапор Жовтня» писала: «Перебування в гуртку в усіх відношеннях дає позитивні наслідки. Ось Віктор Синюкаєв, прийшов сюди бешкетником, а за три роки навчання став невпізнаним — тактовним, скромним» .
1971 року здобув спеціальність графіка.
У багатотомному виданні «Історія мистецтва народів СРСР» при розгляді естонського мистецтва 1960-х — 1970-х років зазначено, що «помітно збагатилась у розглянутий період образна палітра естонського плаката», а серед «політичних плакатів, побудованих на гострій зоровій метафорі чи сильній експресії», названо і плакат Віктора Синюкаєва «Стоїмо, мов стіна» 1971 року .
2001 року в Таллінні в художній галереї «Haus Galerii» відбулася ювілейна виставка художника, приурочена до його 60-річчя. Більшість робіт Віктор Синюкаєв створив спеціально для ювілейної експозиції. Газета «Молодёжь Эстонии» писала про цю виставку: «На картинах відкриваються нескінченні морські простори. Берег, море та небо, що злилися воєдино, пофарбовані фантастичними кольорами заходу сонця. Кожна робота — це абстрактне й емоційне сприйняття, враження, а не реальність. За словами автора, море саме́ дарує йому натхнення та можливість висловити свої емоції у фарбах» .